# 바르톨로메우 디아스
바르톨로메우 디아스(포르투갈어: Bartolomeu Dias, 1450년경 ~ 1500년 5월 29일)는 포르투갈의 탐험가다. 리스본 근교에서 출생하였다.
주앙 2세로부터 전설적인 기독교 국가였던 에티오피아를 발견할 것을 명령받아 아프리카 서해안 탐험을 계획하였다. 1487년 배 3척으로 떠났는데, 2척의 배로 1488년 아프리카 남단에 도달하였다. 그해 말 폭풍으로 거의 2주간 표류하다가 폭풍 때문에 희망봉을 돌았으나 선원들이 고생 끝에 폭동을 일으킬 분위기가 되자 어쩔 수 없이 되돌아왔다.
귀항시 케이프 곶을 발견하여 '폭풍의 곶'이라 이름지었는데, 뒤에 주앙 2세는 이를 '희망봉(케이프타운)'으로 바꾸었다. 이는 인도 항로 발견의 기초가 되었다. 뒤에 아프리카 무역에 종사, 1497년 바스쿠 다 가마를 따라 카보베르데 제도에 이르렀다. 페드루 알바르스 카브랄과 함께 브라질 항해에 동행하였다가 폭풍으로 조난당하여 사망하였다.
전설에 따르면 희망봉을 발견하고도 바스쿠 다가마에게 인도 항로 개척의 공적을 빼앗긴 원한에 유령선 플라잉 더치맨이 되었다고도 한다.

## 같이 보기
- 디오구 캉